# Susanne Lorentzon
Barbro Marie Susanne Lorentzon, po mężu Borg (ur. 11 czerwca 1961 w Västerås) – szwedzka lekkoatletka specjalizująca się w skoku wzwyż, uczestniczka letnich igrzysk olimpijskich w Moskwie (1980).

## Sukcesy sportowe
- siedmiokrotna mistrzyni Szwecji w skoku wzwyż – 1979, 1981, 1982, 1983, 1984, 1985, 1986[1]
- pięciokrotna halowa mistrzyni Szwecji w skoku wzwyż – 1981, 1983, 1984, 1985, 1986[2]

| Rok  | Miasto    | Zawody                    | Konkurencja | Wynik         |
| ---- | --------- | ------------------------- | ----------- | ------------- |
| 1981 | Grenoble  | Halowe mistrzostwa Europy | skok wzwyż  | 7. miejsce    |
| 1983 | Budapeszt | Halowe mistrzostwa Europy | skok wzwyż  | 7. miejsce    |
| 1985 | Pireus    | Halowe mistrzostwa Europy | skok wzwyż  | 4. miejsce    |
| 1985 | Paryż     | Światowe igrzyska halowe  | skok wzwyż  | srebrny medal |
| 1986 | Madryt    | Halowe mistrzostwa Europy | skok wzwyż  | 8. miejsce    |

## Rekordy życiowe
- skok wzwyż – 1,94 – Oslo 16/06/1985
- skok wzwyż (hala) – 1,94 – Paryż 19/01/1985